# Calm Air
Calm Air International LP. es una aerolínea de servicio completo que ofrece servicios de pasajeros, flete y carga en el norte de Manitoba y la región de Kivalliq de Nunavut. Es propiedad de Exchange Income Corporation con su base principal en Winnipeg, Manitoba.

## Historia
La aerolínea se estableció y comenzó a operar en 1962. Fue fundada por Carl Arnold Lawrence Morberg (1936-2005) y su esposa, Gail, como un servicio chárter en el norte de Saskatchewan. En 1976 se hizo cargo del servicio de pasajeros de Transair en los Territorios del Noroeste. En 1981, Calm Air se hizo cargo de muchas de las rutas de pasajeros y carga de Lamb Air. Canadian Airlines adquirió una participación del 45 por ciento en Calm Air en 1987.
El 8 de abril de 2009, Calm Air fue comprada por Exchange Income Corporation (EIC), que también es propietaria de Perimeter Aviation, Provincial Airlines, Bearskin Airlines, Custom Helicopters y Keewatin Air.

## Asociaciones de aerolíneas
Calm Air tiene acuerdos de código compartido con First Air y Canadian North.

## Destinos

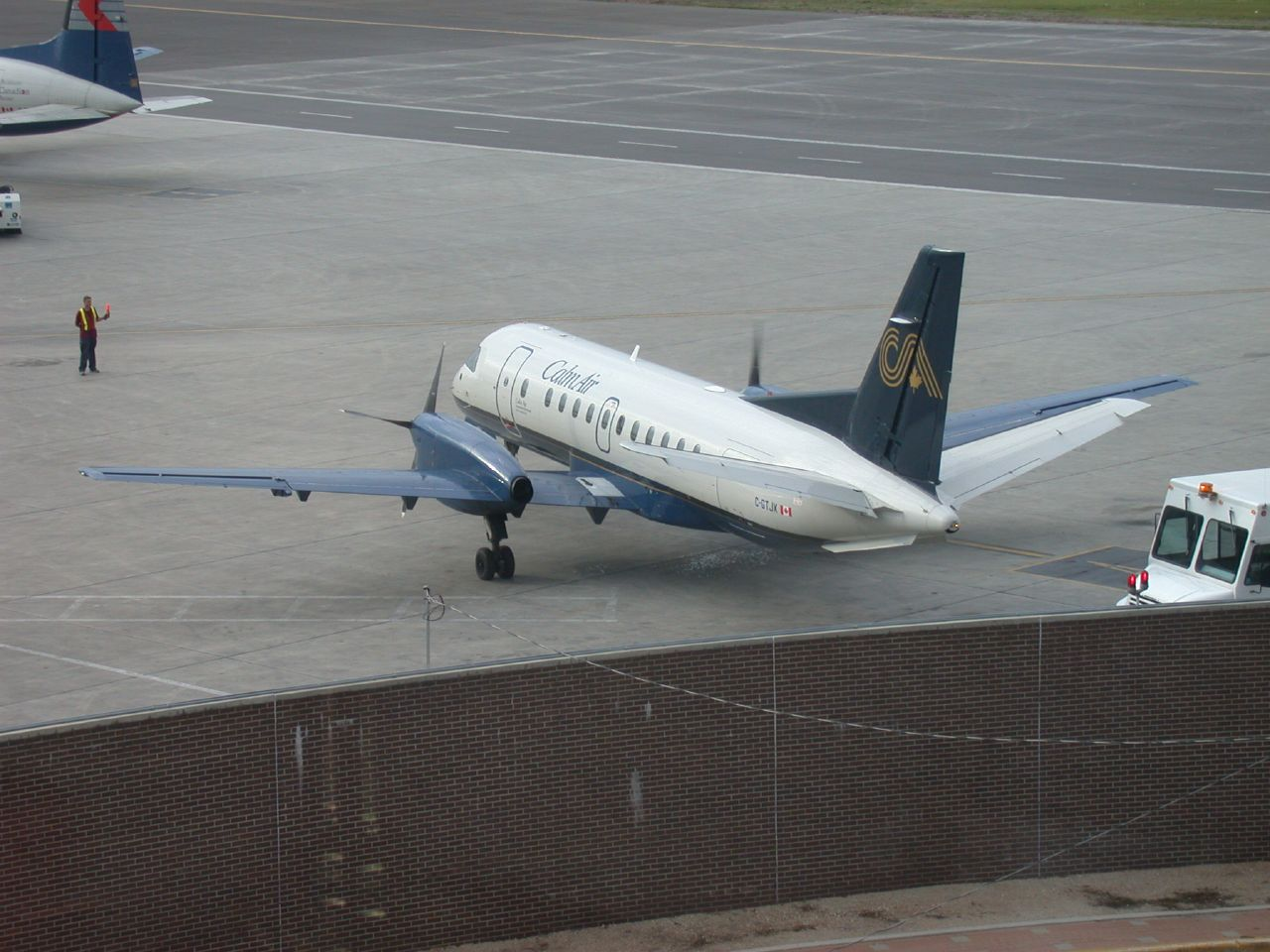
Saab 340 operado por Calm Air en 2007

En diciembre de 2023, Calm Air opera servicios aéreos programados diarios a las siguientes comunidades:
| Provincias | Destinos            | Aeropuertos                                         |
| ---------- | ------------------- | --------------------------------------------------- |
| Manitoba   | Churchill           | Aeropuerto de Churchill                             |
| Manitoba   | Flin Flon           | Aeropuerto de Flin Flon                             |
| Manitoba   | Gillam              | Aeropuerto de Gillam                                |
| Manitoba   | The Pas             | Aeropuerto de The Pas                               |
| Manitoba   | Thompson            | Aeropuerto de Thompson                              |
| Manitoba   | Winnipeg            | Aeropuerto Internacional James Armstrong Richardson |
| Nunavut    | Arviat              | Aeropuerto de Arviat                                |
| Nunavut    | Baker Lake          | Aeropuerto de Baker Lake                            |
| Nunavut    | Chesterfield Inlet  | Aeropuerto de Chesterfield Inlet)                   |
| Nunavut    | Coral Harbour       | Aeropuerto de Coral Harbour                         |
| Nunavut    | Naujaat/Repulse Bay | Aeropuerto de Repulse Bay                           |
| Nunavut    | Rankin Inlet        | Aeropuerto de Rankin Inlet                          |
| Nunavut    | Sanikiluaq          | Aeropuerto de Sanikiluaq                            |
| Nunavut    | Whale Cove          | Aeropuerto de Whale Cove                            |

## Flota

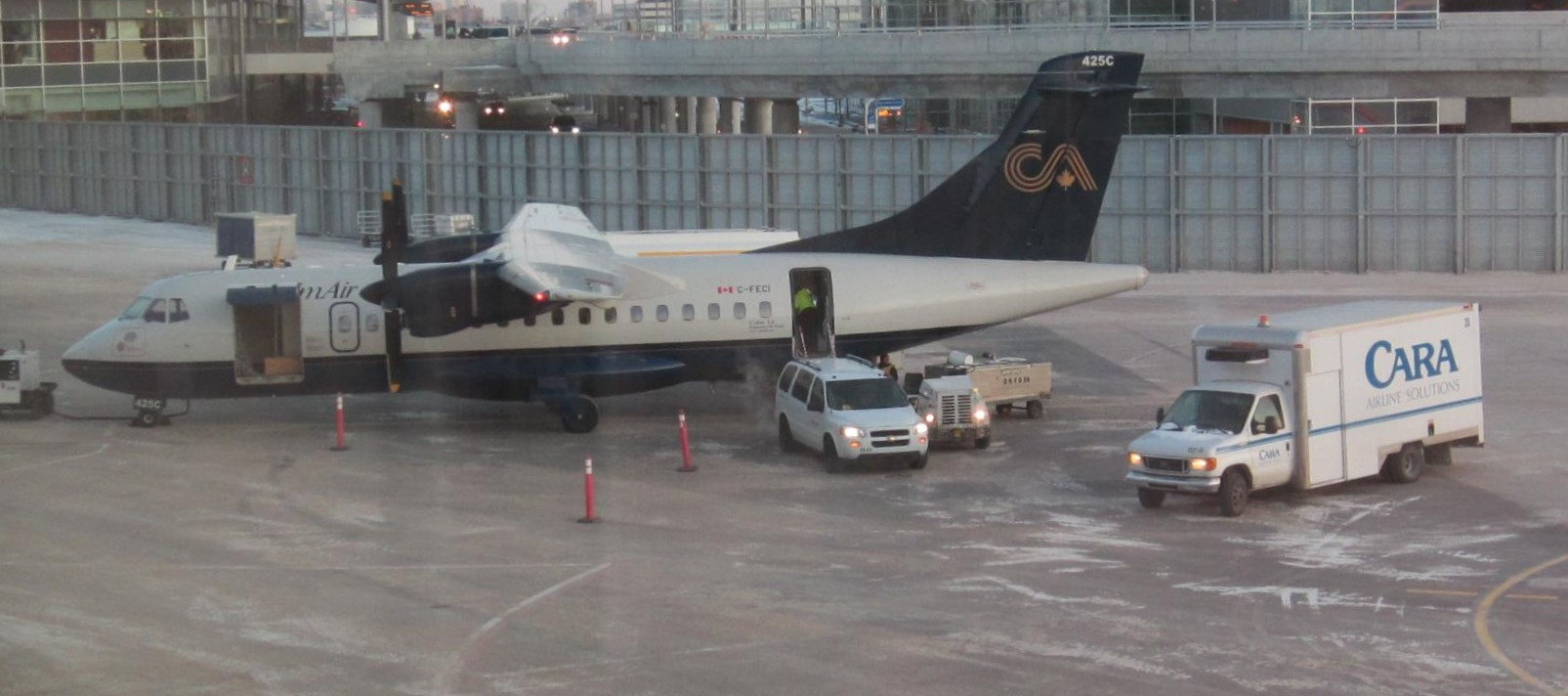
ATR 42 en el Aeropuerto Internacional James Armstrong Richardson

La flota actual de Calm Air está formada por los siguientes aviones:
| Aeronaves | En servicio | Pedidos | Matrículas                                            | Antigüedad                                            | Notas                                                                    |
| --------- | ----------- | ------- | ----------------------------------------------------- | ----------------------------------------------------- | ------------------------------------------------------------------------ |
| ATR 42    | 5           | —       | C-FMAK                                                | 34,6 años                                             | Aeronaves configuradas en configuraciones de combi, carguero y pasajeros |
| ATR 42    | 5           | —       | C-GKKR                                                | 33,5 años                                             | Aeronaves configuradas en configuraciones de combi, carguero y pasajeros |
| ATR 42    | 5           | —       | C-FECI                                                | 33,3 años                                             | Aeronaves configuradas en configuraciones de combi, carguero y pasajeros |
| ATR 42    | 5           | —       | C-FJYW                                                | 32,6 años                                             | Aeronaves configuradas en configuraciones de combi, carguero y pasajeros |
| ATR 42    | 5           | —       | C-GDSS                                                | 31,1 años                                             | Aeronaves configuradas en configuraciones de combi, carguero y pasajeros |
| ATR 72    | 9           | —       | C-FULE                                                | 32,8 años                                             | Aeronaves configuradas en configuraciones de combi, carguero y pasajeros |
| ATR 72    | 9           | —       | C-GPBR                                                | 32,3 años                                             | Aeronaves configuradas en configuraciones de combi, carguero y pasajeros |
| ATR 72    | 9           | —       | C-FJCQ                                                | 31,5 años                                             | Aeronaves configuradas en configuraciones de combi, carguero y pasajeros |
| ATR 72    | 9           | —       | C-FCRZ                                                | 30,7 años                                             | Aeronaves configuradas en configuraciones de combi, carguero y pasajeros |
| ATR 72    | 9           | —       | C-GRFU                                                | 28,6 años                                             | Aeronaves configuradas en configuraciones de combi, carguero y pasajeros |
| ATR 72    | 9           | —       | C-FINB                                                | 27 años                                               | Aeronaves configuradas en configuraciones de combi, carguero y pasajeros |
| ATR 72    | 9           | —       | C-GREJ                                                | 19,6 años                                             | Aeronaves configuradas en configuraciones de combi, carguero y pasajeros |
| ATR 72    | 9           | —       | C-FDFK                                                | 15,9 años                                             | Aeronaves configuradas en configuraciones de combi, carguero y pasajeros |
| ATR 72    | 9           | —       | C-FMKJ                                                | 14,1 años                                             | Aeronaves configuradas en configuraciones de combi, carguero y pasajeros |
| Total     | 14          | —       | Edad media de la flota (diciembre de 2023): 28,4 años | Edad media de la flota (diciembre de 2023): 28,4 años | Edad media de la flota (diciembre de 2023): 28,4 años                    |

### Flota histórica
| Aeronaves                            | Total | Introducido | Retirado | Matrículas                                              |
| ------------------------------------ | ----- | ----------- | -------- | ------------------------------------------------------- |
| Beechcraft King Air                  | 2     | 1978        | 1988     | C-GPPN y C-GPPN                                         |
| Cessna 208B Grand Caravan            | 3     | 2000        | 2011     | C-GKRM, C-FSKS y C-FSKF                                 |
| De Havilland Canada DHC-6 Twin Otter | 5     | 1972        | 2002     | C-FCIJ, C-FOEQ, C-FVTL, C-FDMR y C-FQBV                 |
| Douglas DC-3                         | 1     | 1989        | 1995     | C-GCKE                                                  |
| Douglas DC-4                         | 2     | 1981        | 1987     | C-GPFG y C-GPSH                                         |
| Fairchild Dornier 328JET             | 2     | 2012        | 2017     | C-FAPU y C-GBEU                                         |
| Hawker Siddeley HS 748               | 7     | 1982        | 2018     | C-GSBF, C-FMAK, C-FAMO, C-GEPB, C-GRCU, C-GDOP y C-GHSC |
| Piper PA-31 Navajo                   | 3     | 1987        | 2003     | C-GYYK, C-GALP y C-GURM                                 |
| Saab 340                             | 7     | 1995        | 2012     | C-FTJV, C-FTJW, C-GTJX, C-GTJY, C-GMNM, C-FTLW y C-FSPB |
| Short SC.7 Skyvan                    | 2     | 1974        | 1978     | C-GHBQ y C-GWCY                                         |